# Christian Preuße
Christian Preuße (* 10. Februar 1972) ist ein ehemaliger deutscher Fußballspieler. In der zweithöchsten Spielklasse des deutschen Ligasystems, der 2. Bundesliga, spielte er für den FC Carl Zeiss Jena.

## Sportliche Laufbahn
Preuße, der zu Beginn der 1990er-Jahre im Männerbereich zunächst in der 2. Mannschaft des FC Carl Zeiss Jena Fuß fasste, wurde in der Premierensaison der gesamtdeutschen 2. Bundesliga zweimal im Profiteam der Jenaer aufgeboten. Das Debüt in dieser Spielklasse gab der Defensivakteur im November 1991 beim 2:1-Heimsieg gegen den 1. FSV Mainz 05. 1993/94 später kam sein dritter und letzter Einsatz im Unterhaus des Lizenzfußballs hinzu.
1994/95 war er mit einem weiteren Spiel an der Staffelmeisterschaft des FCC in der damals drittklassigen Regionalliga Nordost beteiligt, mit der den Thüringern der sofortige Wiederaufstieg in Liga 2 gelang.
Nach seinem Abgang aus Jena spielte er im Südwesten Deutschlands weiter in der dritt- und vierthöchsten Spielklasse für den FC 08 Homburg und den FK Pirmasens.

## Trivia
Sein Vater ist der frühere DDR-Nationalspieler Udo Preuße.